# David Bankier
David Bankier (* 19. Januar 1947 in Zeckendorf; † 26. Februar 2010 in Jerusalem, Israel) war ein israelischer Historiker.

## Leben
Bankier wurde in dem deutschen Kibbuz Licht des Lebens geboren, der in Zeckendorf, heute ein Ortsteil der Stadt Scheßlitz im Landkreis Bamberg, lag. Seine Eltern waren osteuropäische Holocaustüberlebende, die sich auf die Auswanderung nach Palästina vorbereiteten. Seine Familie wanderte 1952 nach Argentinien aus.
Nach dem Sechstagekrieg ließ Bankier sich in Israel nieder.  Er studierte an der Hebräischen Universität Jerusalem und lehrte später dort als Professor für Holocaust-Studien. Er war zudem ab 2000 Leiter des Forschungsinstituts der Gedenkstätte Yad Vashem.
Ein zentrales Thema Bankiers war die Fragestellung, inwieweit die deutsche Bevölkerung über die Massenmorde an den Juden informiert war und welche Einstellung sie zu den Juden hatte. Pionierarbeit leistete Bankier dabei mit der Erschließung und Auswertung von teils unveröffentlichten Quellen aus Memoiren, Tagebüchern und Briefen von Zeitzeugen. In seinem Buch Die öffentliche Meinung  im Hitler-Staat erklärt Bankier die Indifferenz der Bevölkerung gegenüber der Verfolgung nicht als Gleichgültigkeit oder schweigende Zustimmung, sondern – im Unterschied zu Ian Kershaw und Otto Dov Kulka – mit dem Unwillen der Menschen, ihre Beteiligung am Unrecht zuzugeben. Man habe sich selbst eingeredet, als angeblich Unwissende gegen Vergeltung und Rache gefeit zu sein.

## Schriften (Auswahl)
- Die öffentliche Meinung im Hitler-Staat. Die „Endlösung“ und die Deutschen. Berlin: Verl. Spitz 1995. ISBN 3-87061-478-1
- (Hrsg.) zusammen mit Herbert Obenaus und Daniel Fraenkel: Historisches Handbuch der jüdischen Gemeinden in Niedersachsen und Bremen, Band 1–2. Göttingen 2005, ISBN 3-89244-753-5
- (Hrsg.) Secret Intelligence and the Holocaust. Collected Essays from the Colloquium at THE CITY UNIVERSITY OF NEW YORK GRADUATE CENTER, New York (Enigma books)/Jerusalem (Yad Vashem) 2004. ISBN 1-929631-60-X
- (Hrsg.): Fragen zum Holocaust: Interviews mit prominenten Forschern und Denkern. Göttingen: Wallstein 2006[7]

Einleitung, aus dem Englischen von Irmgard Hölscher, S. 7–19
Warum die Deutschen? Interview, aus dem Englischen von Alma Lessing, S. 35–55